# Хоменко, Алексей Павлович
Алексей Павлович Хоменко (6 ноября 1951, Свердловск) — советский и российский клавишник, продюсер, аранжировщик. Один из основателей и активный участник свердловского рок-клуба, член жюри фестиваля «Старый Новый Рок». Также известен как клавишник группы «Наутилус Помпилиус».

## Биография
В 1980 году в составе группы «Слайды» играл на Первом рок-фестивале в Тбилиси. Немного позже вошёл в состав группы «Рок-полигон», куда также вошли остальные участники «Слайдов».
В 1984 году Хоменко участвовал в записи альбома Александра Новикова «Вези меня, извозчик» в качестве клавишника. Позднее, когда альбом запретили в СССР, вывез записи за границу. После заключения Новикова продолжил играть с коллегами по «Слайдам» под старой шапкой, а местом работы музыкантов стал городской ресторан «Центральный».
В 1986 году совместно с Евгением Горенбургом и Виктором Шавруковым организовывает группу «ТОП», в состав которой он входит как басист.
В январе 1987 года становится вторым клавишником группы «Наутилус Помпилиус» и играет там до распада первого состава в 1988 году.
Занимался организацией и техническим обеспечением рок-концертов. Также наравне с Виктором Зайцевым работал на «Студии НП», где записывал альбомы Александра Холкина, групп «Ассоциация», «Ева», «Вафельный стаканчик», «Ботва», «Смысловые галлюцинации» других.
В 1990 году Хоменко становится участником группы «Внуки Энгельса». В том же году выступает организатором первой многоканальной студии записи. В 1991 году становится директором студии Александра Новикова — «Новик-рекордз».
Алексея Хоменко нередко приглашали в жюри различных музыкальных фестивалей и конкурсов. Принимал участие как сессионный музыкант в записях альбомов «Тацу» («Настя»), «Четвёртый стул» («Чайф») и других.

## Дискография
С группой Слайды
- Слайды (1985)

С группой Рок-полигон
- Рок-полигон (1983)
- Рок-полигон II (1984)

С группой Наутилус Помпилиус
- Подъём (Концерт в Таллине) (1987)
- Ни Кому Ни Кабельность (1988)
- Отбой (Концерт в Москве) (1988)
- Раскол (1988)
- Князь тишины (1988)

С группой Внуки Энгельса
- Без адреса (1990) (магнитоальбом)
- Быть общей деткой (1990) (альбом Ольги Лебедевой и группы «Сама по себе», позже был переиздан как сольник Лебедевой) (Внуки Энгельса — аккомпанирующий коллектив)
- Я в Екатеринбурге (1990) (совместно с Александром Новиковым)